# Andersson
Andersson er et svensk efternavn, der betyder "Anders' søn" og dermed svarer til det danske Andersen.

## Personer med efternavnet Andersson
- Benny Andersson – svensk musiker (født 1946)
- Bibi Andersson – svensk skuespillerinde (1935–2019)
- Dan Andersson – svensk forfatter (1888-1920)
- Frans Andersson – dansk sanger og skuespiller (1911-1988)
- Jan Andersson – svensk politiker (født 1947)
- Johan Gunnar Andersson – svensk arkæolog (1874-1960)
- Kennet Andersson – svensk fodboldspiller (født 1967)
- Kim Andersson – svensk håndboldspiller (født 1982)
- Laila Andersson – dansk skuespillerinde (født 1938)
- Magnus Andersson – svensk håndboldspiller og -træner (født 1966)
- Nicke Andersson – svensk musiker (født 1972)
- Ola Andersson – svensk-dansk skibsmodelbygger (1866-1944)
- Patrik Andersson – svensk fodboldspiller (født 1971)
- Peter Andersson – svensk skuespiller (født 1953)
- Poul Erik Andersson – dansk atlet og journalist (født 1940)
- Rikke Louise Andersson – dansk skuespillerinde (født 1972)
- Roy Andersson – svensk filminstruktør (født 1943)
- Stig L. Andersson – dansk landskabsarkitekt (født 1957)
- Sven-Ingvar Andersson – svensk landskabsarkitekt (1927-2007)
- Vittus Andersson – svensk bonde (død 1688)